# 圣诞树

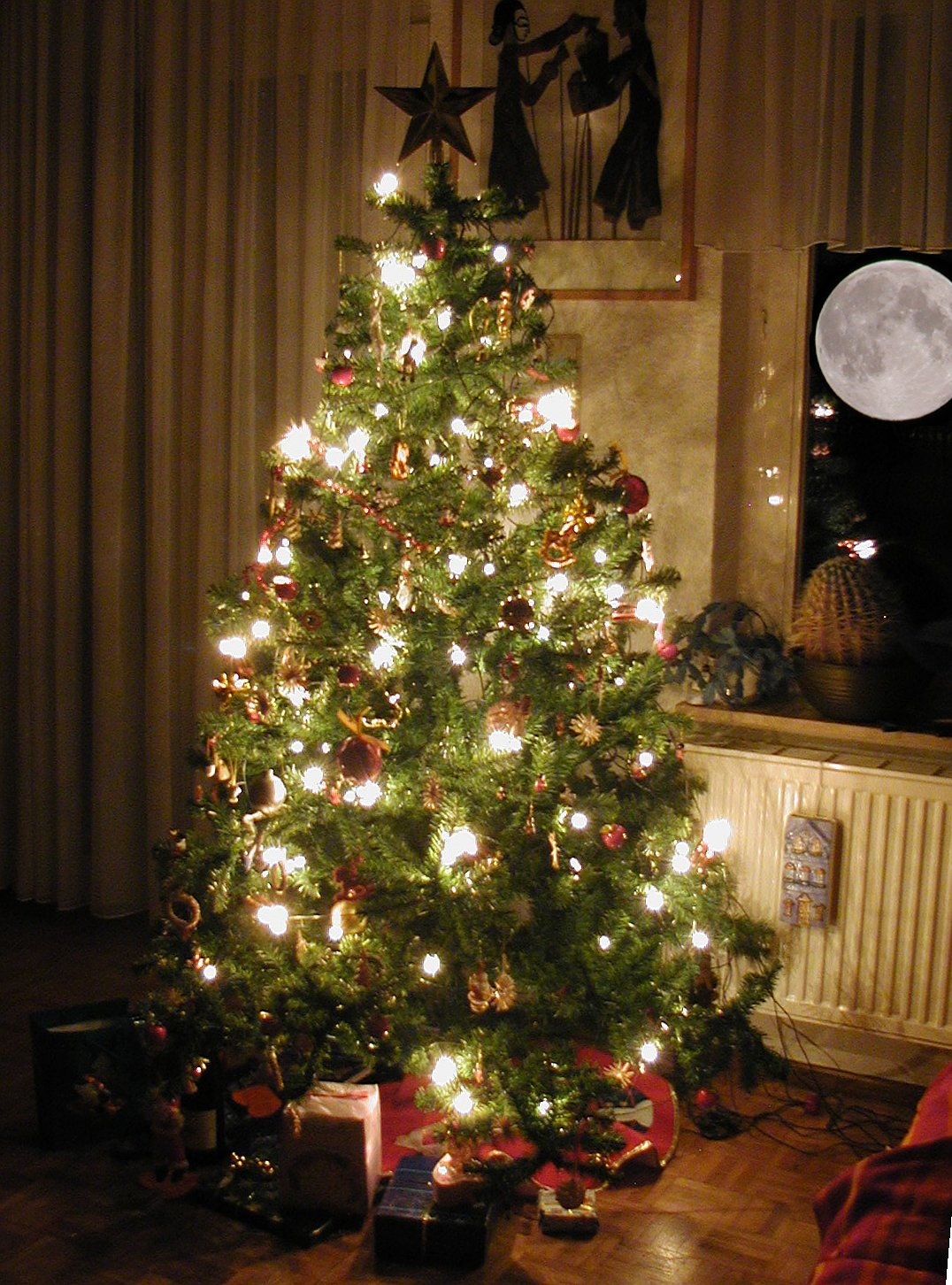
一棵家用圣诞树，以聖誕燈裝飾

圣诞树 （英語：Christmas tree) 是圣诞节期间，庆祝中最有名的传统擺设。在過去，通常人们在圣诞前后把一棵常绿植物如松树弄进屋里或者在户外，並用圣诞灯和彩色的装饰物装饰，把一个星星放在树的顶上，後來美國等地流行過以白鋁等金屬材料製成的閃亮亮聖誕樹，到了現代追求低碳環保，圣诞树主要是塑料製造以便重復使用，使用LED可以呈現出多樣的動態效果和字樣。
聖誕樹在早期基督教活動是沒有的，來源可能是早期歐洲部落裡面的農作神祭祀習俗，基督教傳至歐洲後成為崇拜的形式出現，最後被移植入圣诞节裡面成為今天的聖誕樹，现时圣诞树的擺设已和宗教毫无关系。

## 历史
就像圣诞起源于异教的习俗，圣诞树也有悠远的历史，並逐漸傳播成为很多文化中冬季的普遍现象。

### 日耳曼部落

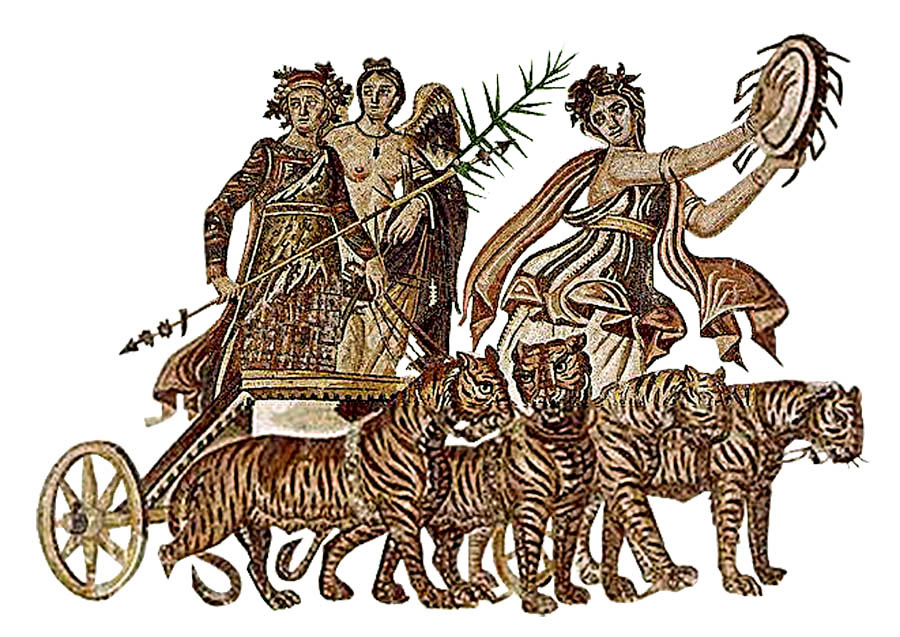
Dionysus凯旋；神之后，维多利亚（也就是希臘神話中的妮琪）拿着一个常绿植物。

圣诞树一般解释为古代异教的主张在基督教化保留下来，常绿树象征庆祝生命复苏。

### 罗马帝国时期
古罗马鑲嵌畫顯示，酒神巴克斯（也就是希臘神話中的戴歐尼修斯）凱旋自印度，拿着一个针叶树的枝条。基督教化进程也可以在古英语诗十字架之梦（Dream of the rood）中得到印证，在诗中树就是耶稣受刑的刑具。这首诗也引用创世记中记载的辨识善恶树。

### 現代
現代的習俗無法直接證明來自異教的習俗。最早的文獻記載可以上溯到16世紀的德國；馬爾堡歐洲人類學教授Ingeborg Weber-Keller鑒定一份1570年不萊梅市工業協會年冊報道怎樣用一棵冷衫加上蘋果，堅果，棗椰，餅乾和紙花等裝飾樹立在工業協會的房子取悅聖誕節搜集糖果的工業協會成員的孩子。另一份參照資料來自巴塞爾，1597年有一個裁縫學徒在市區附近運一棵裝飾了蘋果和奶酪的樹。
拉脫維亞首都里加聲稱他們是聖誕樹的故鄉；在市廣場上有塊牌子用8種語言寫着“1510年第一棵聖誕樹在里加”。17世紀，這一習俗進入家庭。有位斯特拉斯堡牧師，Johann Konrad Dannerhauer，抱怨這一習俗與《聖經》相悖，讓人迷惑。
到18世紀早期，這一習俗依然只是在上萊茵地區的城鎮比對普遍，農村地區還很少見。蠟燭據考證始於18世紀晚期。聖誕樹在這個地區的“推廣”更是比對緩慢。

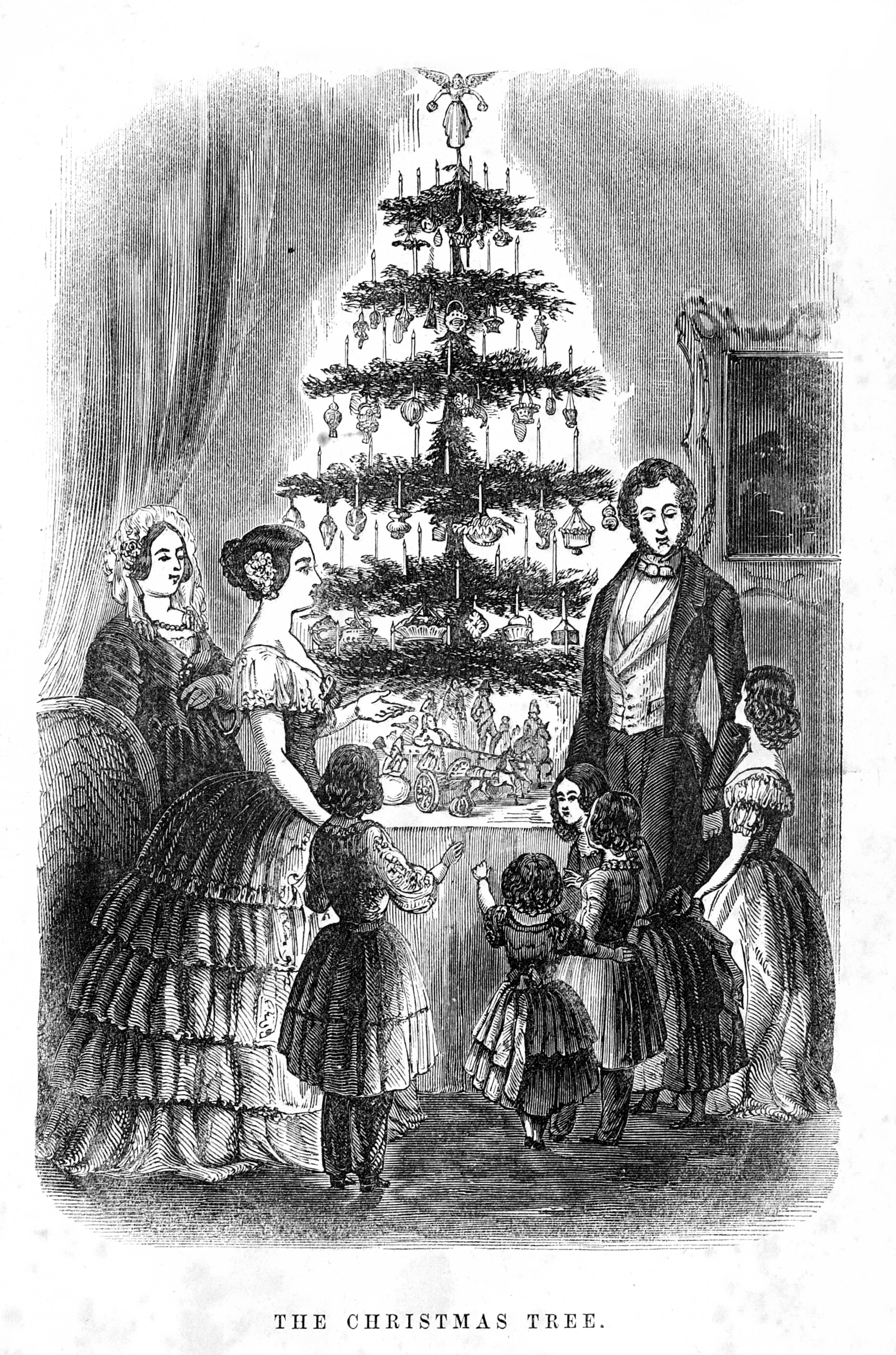
女王的聖誕樹奧斯本公館

在英國，聖誕樹是喬治三世國王的德國王后梅克伦堡-施特雷利茨的夏洛特引入的，但是並沒有傳遞到皇室以外的民間。維多利亞女王兒時就熟悉這一習俗，在她1832年平安夜這一天的日記裡， 快樂的13歲公主寫道: "晚飯後……我們都走進餐廳旁的客廳……那的兩張大圓桌上放着兩棵掛滿了燈和糖果裝飾的樹。所有的禮物圍繞着它們放着..."。她嫁給德國的表親艾伯特親王後，這一習俗迅速傳遞。
慷慨的艾伯特親王在聖誕節還贈送大量的聖誕樹給學校和生活在貧民窟的人。
很多城市，鄉鎮和百貨公司都會在戶外的空地上樹立聖誕樹，如喬治亞亞特蘭大市的Rich's Great Tree， 紐約的洛克菲勒中心聖誕樹 和阿得雷德的維多利亞廣場上的巨大聖誕樹。

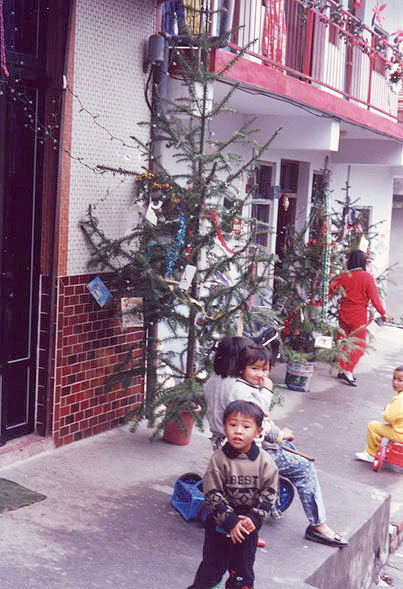
臺灣原住民在基督宗教文化影響下裝飾聖誕樹

在一些城市聖誕樹節 和樹上的裝飾被用來組織或從事慈善事業。
在有些情況下，聖誕樹還是有特別紀念意義的禮物， 例如：
- 倫敦的特拉法爾加廣場來自挪威城市奧斯陸的聖誕樹代表者挪威人民對二戰期間英國人民伸出援手抵抗納粹；
- 馬薩諸塞州的波士頓有一棵聖誕樹是加拿大新斯科舍省送的禮物，感謝他們1917在軍火船爆炸發生後提供快速有效的援助；
- 在上泰恩河紐卡斯爾每年都會收到來自挪威卑爾根市的高15米的聖誕樹，感謝他們作為盟軍一部分，輔助說明從納粹占領軍手中奪回卑爾根。

美國的“國家聖誕樹”每年都立在華盛頓特區白宮南面。今天，點亮樹上的燈已經成為聖誕假期白宮的一個重要事情。
“查理·布朗聖誕樹”這個概念可以用來說明一棵很難看的小樹。有些購買聖誕樹的顧客有意購買這樣的樹，表示對它們處境的同情。
在新西蘭，Pohutukawa樹被說明為“天然聖誕樹”，因為它們在聖誕期間開花，它們的紅花和綠葉看上去就像一棵裝飾好的聖誕樹。

## 关于日期
传统上，直到平安夜（12月24日）圣诞树才会立起来装饰，然后在12夜（1月6日）之后移走。提前和推后这个日期都被认为是不吉利的。但是，現在為了商場賺錢，通常會至少放一個月。 
- 现代圣诞节购物旺季让部份商店在10月底就把圣诞树立起来，特別是寒冷地區外出不便，加拿大北部在10月左右就會提早放好，以免雪季的麻煩。
- 大多数美国家庭的习惯是感恩节（11月的第四个星期四）后立即就竖起圣诞树直到新年之后。有些美国家庭直到12月第二个周才着手竖起圣诞树，圣诞树立到1月6日（主显节）。
- 在德国，传统上圣诞树12月24日立起直到1月7日，不过也有人提前1-2周把树立起来。
- 在澳大利亚，圣诞树一般在12月1日被立起来，正好是学校暑假前一周；不过南澳洲例外，那里大多数人在Adelaide Credit Union圣诞庆典后也就是11月上旬就把树立起来了。另外澳洲的聖誕節是在夏天。

## 被用作圣诞树的树

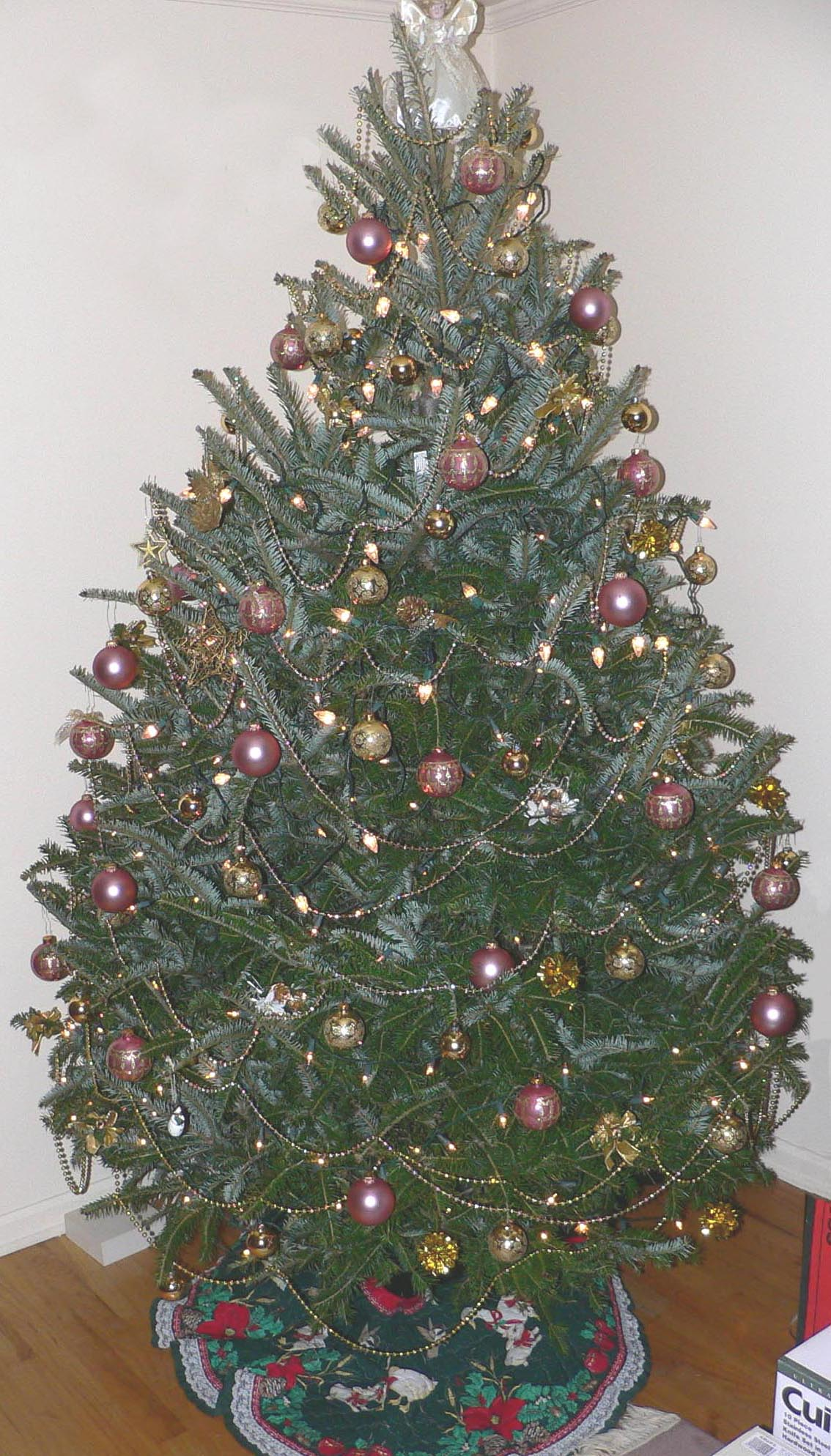
一棵修剪过的树

天然或人造的树都被用作圣诞树。

### 天然树
首选树种是冷杉属 （Abies），这个种的针形叶干燥以后叶不易脱落，颜色和气味也不错，不过其它种类也可以用。
一般北欧洲常用的有：
- 銀冷杉 Abies alba （原始种）
- 高加索冷杉 Abies nordmanniana
- 壮丽冷杉 Abies procera
- 歐洲云杉（挪威雲杉） Picea abies （通常最便宜）
- 塞尔维亚云杉 Picea omorika
- 欧洲赤松 Pinus sylvestris

北美洲、中美洲及南美洲常用的有：
- 加拿大冷杉 Abies balsamea
- 弗雷澤冷杉 Abies fraseri
- 大冷杉 Abies grandis
- 壮丽冷杉 Abies procera
- 紫果冷杉 Abies magnifica
- 花旗松 Pseudotsuga menziesii
- 欧洲赤松 Pinus sylvestris
- 義大利石松 Pinus pinea （作為小形桌面樹種）

有些树常常从苗圃卖出时带着根和土壤， 可以新年后移植到室外栽培多年使用。然而在挖掘时根部失去很多，室内环境又一般是温度较高湿度较低，非常有害于树木健康， 成活率十分低。
此外，歐洲冬青（Ilex aquifolium）也有被稱為聖誕樹。

### 人造树

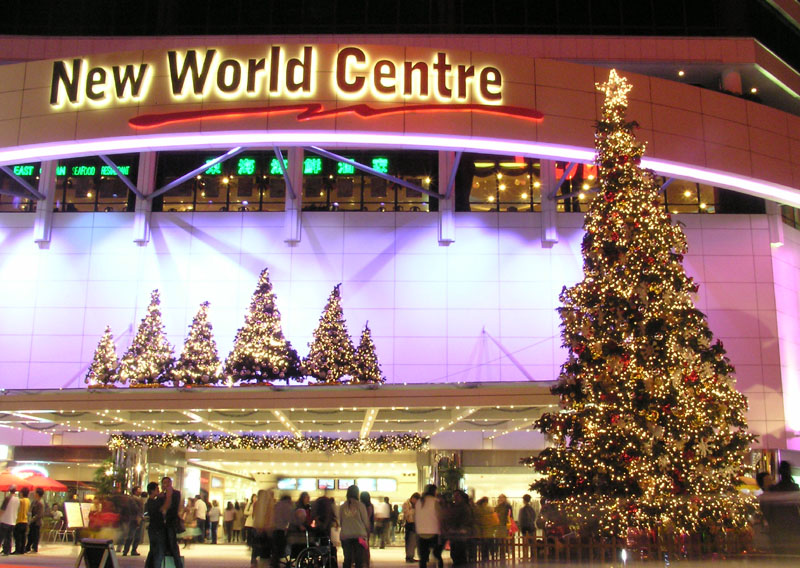
香港购物中心的人造圣诞树

人造圣诞树是指相对天然栽培的圣诞树而言，采用人工方式制造的圣诞树。最早的人造圣诞树分木质和羽毛质两种，均由德国人发明。现代的人造圣诞树多由聚氯乙烯（PVC）制成，但目前以及历史上还有很多种其它类型的人造圣诞树存在，包括铝制圣诞树、光纤圣诞树等。

## 環保問題
有英國環保顧問公司研究發現一棵真的聖誕樹，由種植到用完後焚毀，會產生3.5公斤的二氧化碳，人工製的假聖誕樹，每一棵則會釋放40公斤二氧化碳，是真聖誕樹的11倍多。原因是假聖誕樹是用塑膠製造，由加工過程、原料運輸，到假塑膠樹棄置後處理都要消耗大量的能源，導致更多碳排放。但假聖誕樹若每年重用，只要一棵假聖誕樹用12年以上，就會比用真樹環保。
現時有園藝公司提供真聖誕樹出租的服務，真聖誕樹於節日過後交回園藝公司打理，以減輕丟棄真聖誕樹對環境的影響。

## 论战
关于圣诞树存在相当的争议，主要集中在长期或者非长期使用这种树和反对使用者声称，圣诞树来源于异教传统而没有《圣经》根据等。

### 名称争论
假日树这个概念于1990年代晚期（可能更早）产生于美国和加拿大试图将它推广到整个冬季假期而不知是在特殊宗教假期。福克斯新闻撰稿人Bill O'Reilly和Sean Hannity起头發起的一个运动导致一些基督教团体和个人的激烈反应，他们认为假日树就等于向圣诞节宣战，是某种意义的亵渎。

### 宗教争论

掛上聖誕燈串的聖誕樹，以電腦編程控制發光

有些基督徒，尽管是少数，认为“圣诞树”是被禁止的，其中《圣经·耶利米书》10:1-5載：
以色列家啊，你们要听耶和华对你们所说的话。耶和华说：“你们千万不要仿效列国的行径。列国因天上的征兆而惊慌，你们却不要因这些事而惊慌。万民的习俗只像一口气，他们的偶像不过是人从森林里砍下的树木，是工匠拿钩刀用手艺造成的。人用金银装饰偶像，又用钉子锤子钉牢，免得偶像东倒西歪。这些偶像不过像瓜田里的稻草人，不能说话，也不能走路，必须靠人搬运。你们不要怕它们，因为它们既不能降祸，也不能赐福。
在另外一本英王钦定本圣经的章节更清楚的提到制作偶像进行崇拜的习俗:
这一部分详细的介绍了一个人怎样把一块木头变成一个崇拜的偶像。他们随身把它带着来避祸或者祈福。除了装饰作用以外，与圣诞树相同的地方是他们都是用木头做的而且都用来崇拜。
少数基督徒认为圣诞树没有《圣经》依据，因此避免使用。出于同样的原因，他们也根本不会去庆祝圣诞节。然而很多教会把圣诞树看作圣诞节期间的装饰。有些教会会用同一棵圣诞树剥去皮后做复活节的基督十字。参看上面The Dream of the Rood的描述。他们认为：以西结书47:12和启示录22:2用树象征新的硕果累累的生命，与创世记3:22-23提到的禁止亚当享用的生命树做类比。保罗清楚说明了亚当和基督的关系，在罗马书5：14说:「亚当跟后来要到的那位相似。」故有將圣诞树視作生命树的象征，或者带来赎价的十字架。

## 圣诞树产业
每年，仅美国的需求量就差不多3300-3600万棵，欧洲的需求量大约为5000－6000万。1998年，美国的圣诞树栽培商数目大约有15000，大约三分之一是"现选现砍"的农场主；同一年，估计仅圣诞树一项，美国人就花费了15亿美元。

## 参看

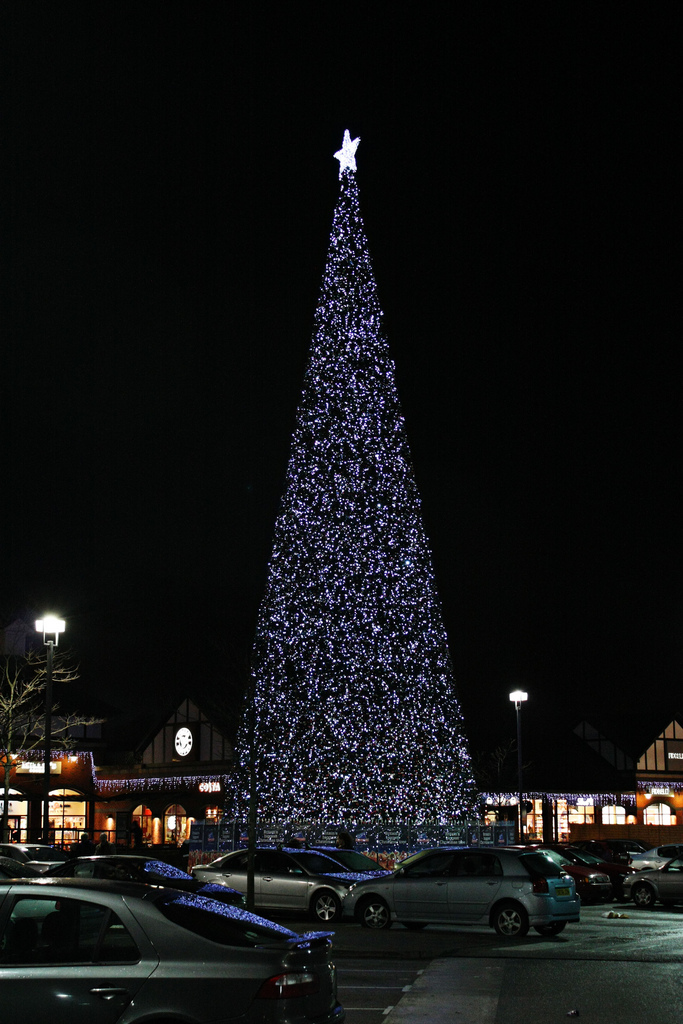
歐洲最高大的聖誕樹，以鋼架搭成

- 圣诞树生产
- 人造圣诞树
- 美国圣诞节传统
- 德国圣诞节传统
- 三位一体
- 伯利恒之星
- 大卫之星
- 树 (神话)
- 知识树